# Stapeliopsis pillansii
Stapeliopsis pillansii är en oleanderväxtart som först beskrevs av Nicholas Edward Brown, och fick sitt nu gällande namn av P.V. Bruyns. Stapeliopsis pillansii ingår i släktet Stapeliopsis och familjen oleanderväxter. Inga underarter finns listade i Catalogue of Life.